# Mucc
Mucc (яп. ムック Мукку, иногда стилизуется как MUCC) — японская рок-группа, основанная в мае 1997 года гитаристом Мией (Miya), вокалистом Тацуро ((Tatsurou) (псевдоним которого на тот момент был «TATOO»)), барабанщиком Сатоти (Satochi) и басистом Хиро (Hiro), (позже — Юкке (Yukke)).
По состоянию на 2017 год коллектив выпустил 13 полноформатных студийных альбомов, несколько мини-альбомов, синглов и DVD. Группа продолжает активную деятельность на протяжении более чем двадцати лет.

## История
Подписав контракт с indis-лейблом Misshitsu Neurose, Mucc выпускают в декабре 1997 года первую промо-запись «No!», которая распространялась только на концертах группы. В марте следующего года издаётся второй промо-альбом «Aika», а в конце декабря, тиражом в 100 экземпляров, третья запись — «Tsubasa wo kudasai».
После релиза очередного промо-альбома «Shuuka», группу покидает Hiro, на его место приходит Yukke. В обновлённом составе коллектив активно гастролирует, отправляясь в первый тур Shinrei taiken, в ходе которого был выпущен очередной демо-альбом «Aka». В декабре же выпускается полноформатный демо-альбом «Antiiku».
В 2000 году подающую надежды группу замечает пресса, такие крупные журналы, как «Shoxx» и «Fools Mate» напечатали статьи о Mucc. В августе, TATOO изменил свое имя на Tatsurou. Он объявил, что TATOO умер, и попросил чтобы с этого времени все называли его настоящим именем — Tatsurou.
7 января 2001 года выходит дебютный альбом группы — «Tsuuzetsu» на независимом лейбле Peanuts. Второе издание было выпущено 17 июня того же года. Третье издание было выпущено 10 июня 2002 года.
В 2002 году, организовав собственный звукозаписывающий лейбл «Shu, under Danger Crue Inc», Mucc выпускают синглы «Fu wo tataeru shou» и «Suisou». В сентябре того же года состоялась премьера второго альбома группы «Homura Uta», который хорошо продавался и впоследствии имел два переиздания: в октябре того же года и дополненное, в августе 2004 года.
В мае 2003 года выходит сингл «Ware, arubeki basho», а в начале лета группа подписывает контракт с Universal Music. 27 августа Mucc выступили на сцене Nippon Budokan в составе концерта посвященного 45-летию канала Asahi — Kingdom Rock. 3 сентября выходит третий альбом коллектива — «Zekuu». В рамках продвижения альбома группа отправляется в тур, последний концерт которого состоялся в Tokyo Bay NK Hall.
В феврале 2004 года группа выпускает новый сингл «Rojiura Boku To Kimi E», в июне — «Monochro no Keshiki». А 1 сентября Mucc выпускают новый альбом, «Kuchiki no tou», позже состоится тур. В декабре выпускается концертный альбом «Live at roppongi», также выходит DVD, названное «MUCC history DVD the worst».
В 2005 году группа выпускает три макси-сингла: «Kokoro no naimachi» (30.03.2005), «Ame no orchestra» (08.06.2005) и «Saishuu Ressha» (12.10.2005). Коллектив дебютирует в Европе в августе того же года, отправившись в европейское турне, также коллектив принял участие в фестивале Wacken Open Air. 11 ноября, после триумфальных гастролей по Европе, выходит альбом «Houyoku».
24 апреля 2006 года одновременно в Японии и в Европе вышел альбом «6», в поддержку которого группа снова отправилась в тур по Европе. В течение года вышло несколько синглов, предваряющих выпущенный в декабре альбом «Gokusai».
На протяжении 2007 года были выпущены синглы — «Libra», «Flight» и «FUZZ», которые, впоследствии, вошли в восьмой студийный альбом «Shion», выпущенный 29 марта 2008 года.
В перерыве тура группа успела выступить на втором дне «Hide Memorial Summit», грандиозного концерта, посвященного памяти гитариста X Japan — hide. Это случилось 4 мая, и в один день с MUCC на сцене выступили X Japan, Luna Sea, D'espairsRay, Dir en grey.
В том же году был выпущен сингл «Ageha», в сотрудничестве с ken, гитаристом L’Arc~en~Ciel.
2009 год начался с выхода макси-сингла «Sora to ito», за которым последовал альбом «Kyuutai». Mucc в очередной раз отправилась в Европу в рамках Solid Sphere Tour, дав первый концерт 3 октября в России. В этом же году состоялись первые концерты в Латинской Америке: в Мексике и Чили. Финальный концерт турне состоялся 16 ноября в Японии на сцене JBC Hall в Токио. Было исполнено 18 песен (включая исполнение на бис).
2010 год для Mucc начался с концерта 14 февраля в NHK Hall, где был объявлен выход нового альбома группы «Karma», вышедший 6 октября. Данный релиз обладал нетипичным для коллектива диско звучанием, смешанным с привычным хард-роком.
21 мая 2011 года на своем шоу «Mucc History Gigs 97 ~ 11» Nippon Budokan группа объявила, что переходит на лейбл Sony Music Associated Records. Новый сингл группы, «Akatsuki», продавался исключительно на этом концерте, а уже на следующий день был доступен в цифровом виде, все средства с продаж сингла были пожертвованы пострадавшим от землетрясения и цунами в 2011 году в Тохоку.
Следующий сингл Mucc, «Nirvana», был выпущен 7 марта 2012 года. А 9 июня состоялся юбилейный концерт «Mucc vs ム ッ ク», в честь 15-летия группы, на котором был выпущен альбом «Aishu no Antique», содержащий записи с самых первых релизов. Также объявлен выпуск одиннадцатого студийного альбома «Shangri-La», запланированный на 30 ноября 2012 года.
В 2013 году Mucc неожиданно объявили о поиске двух новых членов группы, которые будут задействованы в работе над записью музыки, в фотосессиях и интервью. К поиску был приурочен соответствующий конкурс, победители которого были выбраны самими членами Mucc, ими стали Hancho, девушка из Венгрии, и Dean из префектуры Тиба. Оба победителя официально присоединились к группе, но 4 сентября было объявлено, что они покинули группу. Dean ушел после того, как его родители узнали, что он присоединился к рок-группе, чем были недовольны, а Hancho заявила, что она достигла своей мечты — стать участником Mucc, и теперь может уйти, чтобы снова стать просто поклонником.
После выхода синглов «Halo», «World’s End» и «ENDER ENDER» был выпущен 12-й альбом Mucc «The End of the World» 25 июня 2014 года.
4 февраля 2017, после выпуска своего 13-го студийного альбома «Myakuhaku», Mucc организовали специальное бесплатное живое выступление, которое мог посетить каждый, кто купил специальное издание нового альбома. Этот концерт стал началом тура в честь 20-летия группы.
В 2018 году группа решает возродить концепт записи демо-версий синглов и их последующую массовую продажу на кассетах, таким образом, был выпущен сингл «Jiko Keno DEMO», который распространялся в двух версиях (Dirty Ver. и Clean Ver.). Позднее, в данном формате были выпущены и такие синглы, как «ZETSUBOU RAKUEN DEMO», «MELT DEMO», «HOTEL LeMMON TREE DEMO», «room DEMO» и «COBALT DEMO». Между выпуском демо-записей группа выпустила полноценный сингл «Jigen Bakudan», который включал в себя четыре композиции, каждая из которых была написана одним из членов группы, на трек «TIMER» был также снят клип.
Следующее возвращение состоялось 13 февраля уже 2019 года с выходом 14-го полноформатного альбома «Kowareta piano to living dead», для работы над которым был приглашен пианист Тоору Ёсида, который сопровождал группу в последующем туре.
Позднее, в этом же году, группа организовала мероприятия, приуроченные к дням рождения участников группы, каждому из которых исполнялось 40 лет. В честь этого вышло четыре сингла, каждый из которых состоял из композиции полностью написанной одним из членов коллектива. Синглы выходили в следующем хронологическом порядке: «Amelia», «My WORLD», «taboo», «Tatoeba boku ga inakattara».
10 июня 2020 года группа выпустила 15-й студийный альбом под названием «Aku», в него вошли такие раннее выпущенные композиции, как «Amelia», «COBALT», «Jiko Keno», «My WORLD» и «Sei to Shi to Kimi». На композицию «Aku -JUSTICE-» был опубликован клип.
В честь двадцатилетия выхода  первого сингла «Shoufu/Hai» группа решила выпустить новый сингл «Shoufu 2020».

## Участники
- Тацуро Иваками (яп. 岩上 達郎)[1], псевдоним 逹瑯 Тацуро: — вокал, губная гармоника Также известен как вокалист группы Karasu (カラス), сформированной в 2009 году совместно с такими музыкантами, как Hiroto (Alice Nine), Mizuki (Sadie), Dunch (Jealkb) and Kenzo (Ayabie)
- Масааки Ягути (яп. 矢口 雅哲), псевдоним ミヤ Мия — электрогитара, акустическая гитара, бэк-вокал Известен также в группе GeKiGaKutai (激楽隊), которая была сформирована в 2003 году с Nezaki (La Vie En Rose), Tsuyoshi (Jully) and Yoshida (Three 9).
- Юсукэ Фукуно (яп. 福野 優介), псевдоним YUKKE/ユッケ Юккэ — бас-гитара, контрабас
- Сатоси Такаясу (яп. 高安 悟史), псевдоним SATOち Сатоти — барабаны

Бывшие участники
- Hiro — бас-гитара (1997—1999)
- Dean (DEAN) — сямисэн (17 августа—4 сентября, 2013)
- Hancho (班長) — ся кухати (17 августа—4 сентября, 2013)
- Сатоси Такаясу (яп. 高安 悟史), псевдоним SATOち Сатоти — барабаны (1997-2021)

## Дискография

### Альбомы
| Альбом                        | Название по-японски          | Дата            |
| ----------------------------- | ---------------------------- | --------------- |
| Tsuuzetsu                     | 痛絶                         | 7 января 2001   |
| Houmura Uta                   | 葬ラ謳                       | 6 сентября 2002 |
| Zekuu                         | 是空                         | 3 сентября 2003 |
| Kuchiki no Tou                | 朽木の灯                     | 1 сентября 2004 |
| Houyoku                       | 鵬翼                         | 23 ноября 2005  |
| 6                             |                              | 26 апреля 2006  |
| Gokusai                       | 極彩                         | 6 декабря 2006  |
| Shion                         | 志恩                         | 26 марта 2008   |
| Kyuutai                       | 球体                         | 4 марта 2009    |
| Karma                         | カルマ                       | 6 октября 2010  |
| Shangri-la                    | シャングリラ                 | 28 ноября 2012  |
| The End of the World          |                              | 25 июня 2014    |
| Myakuhaku                     | 脈拍                         | 25 января 2017  |
| Kowareta Piano to Living Dead | 壊れたピアノとリビングデッド | 13 февраля 2019 |
| Aku                           | 惡                           | 10 Июня 2020    |

1997.               1997.         2 апреля 2025

### E.P.
| Альбом                            | Название по-японски | Дата            |
| --------------------------------- | ------------------- | --------------- |
| Antique                           | アンティーク        | 25 декабря 1999 |
| Aishuu                            | 哀愁                | 25 декабря 2001 |
| T.R.E.N.D.Y. -Paradise from 1997- |                     | 24 июня 2015    |

### Концертные альбомы
| Альбом                                                     | Дата           |
| ---------------------------------------------------------- | -------------- |
| Kuchiki no Tou Live at Roppongi 朽木の灯ライヴアット六本木 | 26 января 2005 |
| Psychedelic Analysis サイケデリックアナライシス            | 28 марта 2007  |

### Сборники
| Альбом                                              | Дата            |
| --------------------------------------------------- | --------------- |
| HOT INDIES BEST SELECTION Vol.1                     | 25 августа 1998 |
| NON-STANDARD FILE                                   | 16 июля 2000    |
| Shock Edge 2001                                     | 1 сентября 2001 |
| BOØWY Respect                                       | 24 декабря 2003 |
| Cover Parade                                        | 6 июня 2006     |
| Rock Nippon Noriko Shoji Selection                  | 24 января 2007  |
| Best of Mucc                                        | 6 июня 2007     |
| Worst of Mucc                                       | 6 июня 2007     |
| Luna Sea Memorial Cover Album                       | 19 декабря 2007 |
| Cloverfield: Rob’s Party Mix                        | 17 января 2008  |
| Detroit Metal City Tribute Album ~ikenie Metal Mix~ | 28 марта 2008   |
| Coupling Best                                       | 12 августа 2009 |
| Coupling Worst                                      | 19 августа 2009 |
| This is For You〜The Yellow Monkey Tribute Album    | 9 декабря 2009  |
| Parade II -Respective Tracks of Buck-Tick-          | 4 июля 2012     |

### Синглы
| Дата | Название                     | Альбом               |
| ---- | ---------------------------- | -------------------- |
| 2000 | «Shoufu/Hai»                 | Tsuuzetsu            |
| 2001 | «Aoban»                      |                      |
| 2001 | «Akaban»                     | Houmura Uta          |
| 2002 | «Fu o Tataeru Uta»           | Houmura Uta          |
| 2002 | «Suisou»                     | Houmura Uta          |
| 2003 | «Ware, Arubeki Basho»        | Zekuu                |
| 2004 | «Rojiura Boku to Kimi e»     | Kuchiki no Tou       |
| 2004 | «Monokuro no Keshiki»        | Kuchiki no Tou       |
| 2005 | «Kokoro no Nai Machi»        | Houyoku              |
| 2005 | «Ame no Orchestra»           | Houyoku              |
| 2005 | «Saishuu Ressha»             | Houyoku              |
| 2006 | «Gerbera»                    | Gokusai              |
| 2006 | «Ryuusei»                    | Gokusai              |
| 2006 | «Utagoe»                     | Gokusai              |
| 2006 | «Horizont»                   | Gokusai              |
| 2007 | «Libra»                      | Shion                |
| 2007 | «Flight»                     | Shion                |
| 2007 | «Fuzz»                       | Shion                |
| 2008 | «Ageha»                      | Kyuutai              |
| 2009 | «Sora to Ito»                | Kyuutai              |
| 2009 | «Freesia»                    | Karma                |
| 2009 | «Diorama»                    |                      |
| 2010 | «Yakusoku»                   | Karma                |
| 2010 | «Falling Down»               | Karma                |
| 2011 | «Akatsuki»                   |                      |
| 2011 | «Arcadia feat DAISHI DANCE»  | Shangri-La           |
| 2012 | «Nirvana»                    | Shangri-La           |
| 2012 | «Mother»                     | Shangri-La           |
| 2013 | «Halo»                       | The End of the World |
| 2013 | «World’s End»                | The End of the World |
| 2014 | «Ender Ender»                | The End of the World |
| 2014 | «Yue ni, Matenrou»           | Myakuhaku            |
| 2015 | «Brilliant World»            |                      |
| 2016 | «Heide»                      | Myakuhaku            |
| 2016 | «Classic»                    | Myakuhaku            |
| 2017 | «Ieji»                       |                      |
| 2018 | «Jiko Keno DEMO»             |                      |
| 2018 | «Jigen Bakudan»              |                      |
| 2018 | «ZETSUBOU RAKUEN DEMO»       |                      |
| 2018 | «MELT DEMO»                  |                      |
| 2019 | «HOTEL LeMMON TREE DEMO»     |                      |
| 2019 | «Amelia»                     |                      |
| 2019 | «My WORLD»                   |                      |
| 2019 | «taboo»                      |                      |
| 2019 | «room DEMO»                  |                      |
| 2019 | «Tatoeba boku ga inakattara» |                      |
| 2019 | «COBALT DEMO»                |                      |
| 2020 | «Shoufu 2020»                |                      |

### Видео
- 2003 Natsu no Tour «Nihon Rettou Konton Heisei Shinnoju»(日本列島混沌平成心ノ中［) (10 декабря 2003)
- Mucc History DVD The Worst (22 декабря 2004)
- Tonan no Hoyoku (図南の鵬翼) (29 марта 2006)
- Mucc World Tour Final 666 at Nippon Budokan (10 декабря 2006)
- Mucc -Live Chronicle- (28 ноября 2007)
- Mucc -Live Chronicle 2- (24 декабря 2008)
- The Clips -track of six nine-  (5 августа 2009)
- Mucc -Live Chronicle 3 — «Kyutai» in Nippon Budokan-  (23 декабря 2009)
- WINTER CIRCUIT 2010 ＠NHKホール (14 февраля 2011)
- Chemical Parade (23 ноября 2011)
- -Mucc 15th Anniversary Year Live- Mucc vs Mucc vs Mucc Fukanzenban: Shisei (-MUCC 15th Anniversary Year Live-「MUCC vs ムック vs MUCC」不完全盤「死生」 (22 августа 2012)
- -Mucc 15th Anniversary Year Live- Mucc vs Mucc vs Mucc Fukanzenban: Misshitsu (-MUCC 15th Anniversary Year Live-「MUCC vs ムック vs MUCC」不完全盤「密室」 (13 сентября 2012)
- -Mucc 15th Anniversary Year Live- Mucc vs Mucc vs Mucc Fukanzenban: Kodō (-MUCC 15th Anniversary Year Live-「MUCC vs ムック vs MUCC」不完全盤「鼓動」 (3 октября 2012)
- -MUCC 15th Anniversary year Live — 「MUCC vs ムック vs MUCC」 (14 февраля 2013)
- Mucc Tour 2012—2013 «Shangri-La» (2 октября 2013)
- Six Nine Wars -Bokura no Nana-kagetsu Kan Senso- The End @ Yoyogi National Gymnasium’s First Gymnasium (25 февраля 2015)
- F#ck the Past F#ck the Future on World -Paradise from T.R.E.N.D.Y.- (25 ноября 2015)

### Демозаписи
- «NO!?» 10/7/1997
- «Aika» 3/20/1998
- «Tsubasa wo Kudasai» 12/1/1998
- «Shuuka» 2/14/1999''
- «Aka» 7/24/1999